# Humboldt (rivière)
Pour les articles homonymes, voir Humboldt.
La Humboldt est une rivière coulant dans le Nevada septentrional à l'ouest des États-Unis. Avec environ 480 km, c'est la plus longue rivière dans le Grand Bassin aride de l'Amérique du Nord. Elle n'atteint pas l'océan et se jette dans le Humboldt Sink. Avec ses affluents, la rivière irrigue la plus grande partie du Nevada septentrional, traversant l'État à peu près d'est en ouest, en passant à travers une succession d'échancrures dans des rangées de montagnes orientées nord-sud. Elle fournit la seule artère de transport naturelle à travers le Grand Bassin et a accompagné le tracé historique de la Piste de la Californie utilisée lors de la migration vers l'Ouest, puis la voie de chemin de fer du Central Pacific et une autoroute actuelle (Interstate 80). La rivière tire son nom du naturaliste allemand Alexander von Humboldt.

## Description

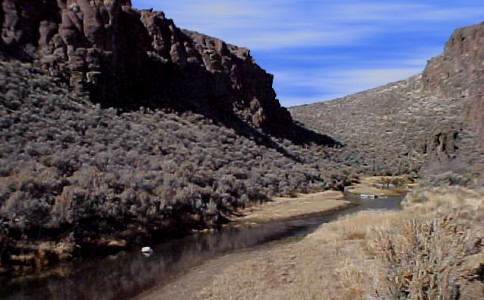
Branche nord de la rivière Humboldt, à la « Trouée du diable » (Devil's Gap)

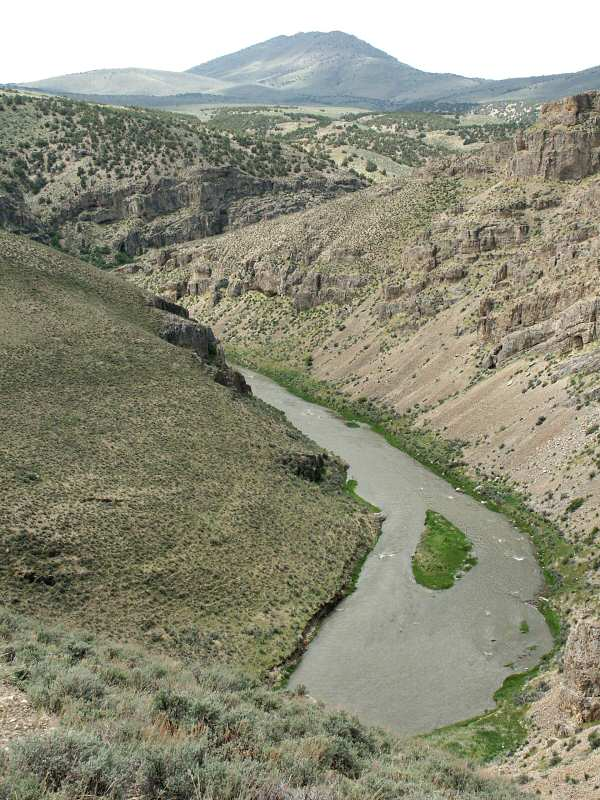
Branche sud de la rivière Humboldt

La rivière prend sa source à Humboldt Wells au bord septentrional de l'East Humboldt Range, juste à la sortie de la ville de Wells. Elle coule ouest-sud-ouest à travers le comté d'Elko, près de la ville de Elko. Dans le comté d'Eureka, elle passe le long de l'extrémité sud des montagnes Tuscarora, puis le long de l'extrémité nord du Shoshone Range. À Battle Mountain, dans le comté de Lander, elle tourne vers le nord-ouest pour environ 80 km, puis vers l'ouest à Red House, près de Golconda, effleurant le Sonoma Range ; elle tourne sud-ouest, près de Winnemuca et à travers le comté de Pershing, le long du versant occidental du Humboldt Range et du West Humboldt Range. Elle se déverse à l'intérieur du Humboldt Sink à la frontière entre les comtés de Pershing et de Churchill, à environ 30 km au sud-ouest de Lovelock.
La branche principale reçoit l'affluent appelé « branche nord » (North Fork) dans le Comté d'Elko à environ 24 km en amont de Elko, et la « branche sud » (South Fork) à environ 11 km plus bas. Elle absorbe la rivière Reese près de Battle Mountain, et reçoit la rivière Little Humboldt à environ 8 km en amont de Winnemucca. Elle est retenue dans le Comté de Pershing par le Rye Patch Dam, formant le Réservoir du Rye Patch.
Le flux de la rivière varie fortement, diminuant généralement en aval vers l'ouest, en partie à cause du détournement de l'eau à des fins d'irrigation.

## Histoire
La région de la rivière dans le nord du Nevada était peu densément peuplée, de Païutes et de Shoshones, au moment de l'arrivée des colons européens. C'était l'une des dernières régions de l'Amérique du Nord à être explorées et elle a reçu peu d'attention jusqu'à l'arrivée de trappeurs et de marchands de fourrure au milieu du XIXe siècle. 
La première observation rapportée de la rivière eut lieu le 9 novembre 1828, au cours de la cinquième expédition de Peter Skene Ogden dans la région de la rivière Snake. Odgen arriva du sud le long de la rivière Little Humboldt, rencontrant la rivière principale à leur confluent près de Winnemucca. Ogden explora la rivière sur plusieurs centaines de kilomètres, dégageant une piste tout au long et dressant la première carte de la région. Il nomma initialement la rivière « Unknown River » (rivière inconnue), parce qu'il en ignorait la source et le cours, puis « Paul's River » (rivière de Paul), après qu'un de ses trappeurs mourut pendant l'expédition et fut enterré sur la berge de la rivière. Il changea ensuite son nom en « Mary's River », d'après le nom de l'épouse indienne d'un de ses compagnons, mais le nom devint plus tard « St. Mary's River ». En 1829, il proposa « Swampy River » (rivière marécageuse) comme plus approprié. En 1833, l'expédition Bonneville-Walker explora la rivière, la nommant cette fois « Barren River » (rivière nue). Mais le livre de 1837 de Washington Irving décrivant l'expédition Bonneville l'appela « Ogden's River », le nom utilisé par de nombreux voyageurs. Dès le début des années 1840, la piste le long de la rivière était utilisée par les colons se dirigeant vers l'Ouest, en Californie.
En 1848, elle fut à nouveau explorée, cette fois par John C. Frémont, qui fit une carte détaillée de la région et donna à la rivière son nom actuel. L'année suivante, la rivière devint une partie de la Piste de la Californie, la principale route de terre pour les émigrants de la Ruée vers l'or. En 1869, la rivière fut utilisée en partie pour le segment Central Pacific du premier chemin de fer transcontinental.
Au XXe siècle, la vallée de la rivière hébergea l'autoroute 40, remplacée ultérieurement par l'Interstate 80. La majeure partie de la population du Nevada septentrional (en dehors du comté de Washoe) vit aujourd'hui dans la vallée de la rivière.

## Sources
- (en) Cet article est partiellement ou en totalité issu de l’article de Wikipédia en anglais intitulé « Humboldt River » (voir la liste des auteurs).

- (de) Cet article est partiellement ou en totalité issu de l’article de Wikipédia en allemand intitulé « Humboldt River » (voir la liste des auteurs).